# Campionamento probabilistico
In statistica, si parla di campionamento probabilistico, del quale il campionamento casuale è un caso particolare, quando ogni soggetto o oggetto, di cui è composta la popolazione, ha probabilità diversa da zero di essere incluso nel campione.
Questo tipo di campione garantisce la rappresentabilità, mentre, nei campioni non probabilistici non si possono generalizzare i risultati di indagine.
Infatti, il campione probabilistico, e quello casuale sono quei  campioni i cui risultati possono essere estesi con un certo livello di fiducia  (detto anche livello di confidenza) alla popolazione. Il campionamento probabilistico può essere effettuato secondo le seguenti modalità:
- Campionamento casuale semplice (ovvero: con riposizione)

- Campionamento casuale in blocco (ovvero: senza riposizione)

- Campionamento sistematico
- Campionamento stratificato
- Campionamento a grappoli
- Campionamento a due o più stadi